# Dirab Golf & Country Club
De Dirab Golf & Country Club is een golfclub in Saoedi-Arabië.
De golfclub ligt in de Tawfiq vallei ongeveer 45km ten ZW van Riyad. Het is de eerste en nog enige golfclub in het land met groene greens, zodat alle internationale toernooien op deze baan gespeeld worden. De golfbaan is een groene oase te midden van woestijn en bergen.
De club beschikt over een 18 holesbaan en een par-3 9 holesbaan. De par-3 baan en negen holes van de grote baan zijn 's avonds verlicht.
Behalve een golfbaan heeft Dirab ook polo- en rugbyvelden.

## Toernooien
Onder meer:
- 2001: 1st Saudi Arabian National Amateur Championship
- 20??: 28th Pan-Arab Championship
- 2013: American Express Dirab Golf Championship (MENA Tour)